# Idolo di Tara

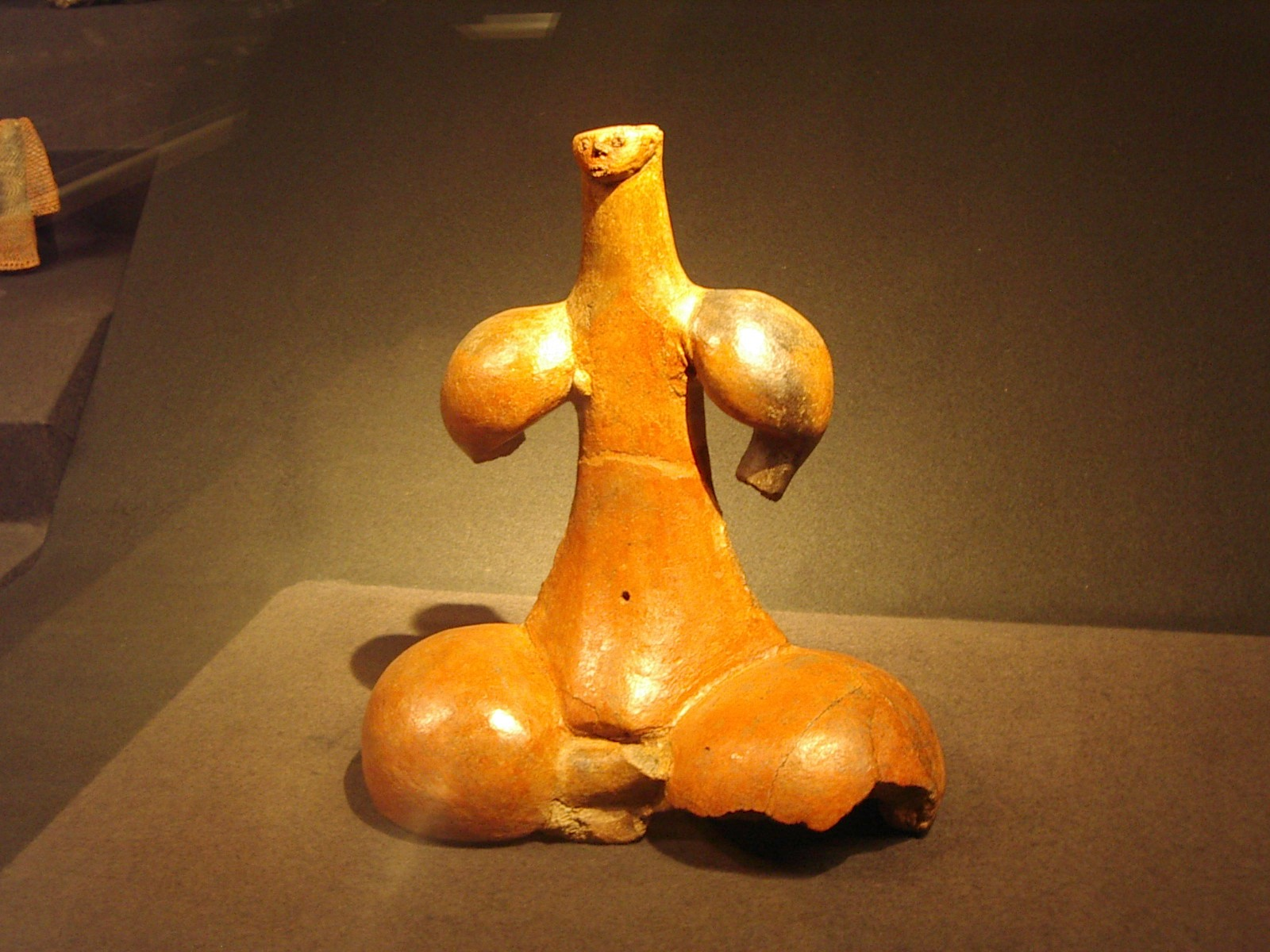
Idolo di Tara

L'idolo di Tara è una piccola figura di terracotta, associata al culto della fertilità da parte dei Guanci, la popolazione aborigena che un tempo abitava l'isola di Gran Canaria, in Spagna.
Il nome proviene dal luogo in cui verosimilmente venne rinvenuta, il villaggio pre-ispanico di Tara, attualmente nel comune di Telde.
La figura è alta 26 cm, larga 20 cm e profonda 10 cm. Ha le gambe incrociate e le braccia piegate, con la testa in proporzione più piccola rispetto al corpo. I tratti del volto sono solo abbozzati schematicamente. Non è chiaro se si tratti di una figura femminile o maschile ed è anche interpretato come "figura hermafrodita".
Oggi è esposta all'interno del Museo Canario a Las Palmas de Gran Canaria.